# مالتوس‌گرایی

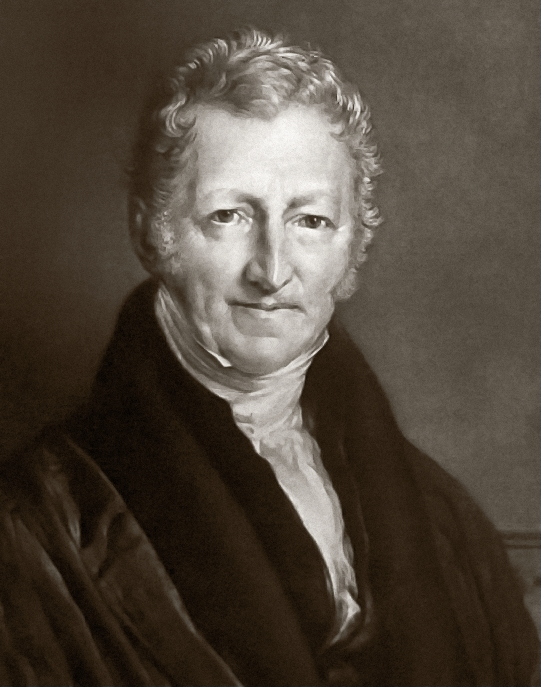
توماس رابرت مالتوس که مالتوسیسم به نام او نامگذاری شده‌است.

مالتوسیسم یا مالتوس گرایی نظریه ای است که بر اساس مدل رشد مالتوسی، رشد جمعیت به‌طور بالقوه تصاعدی است، در حالی که رشد عرضه غذا یا سایر منابع خطی است، که در نهایت استانداردهای زندگی را تا حدی کاهش می‌دهد که باعث کاهش جمعیت شود. این رویداد که فاجعه مالتوسی نامیده می‌شود (همچنین به عنوان تله مالتوسی، تله جمعیت، مانع مالتوس، بحران مالتوس، یا شبح مالتوسی نیز شناخته می‌شود) زمانی رخ می‌دهد که رشد جمعیت از تولید کشاورزی پیشی گرفته و باعث قحطی یا جنگ و در نتیجه فقر شود. و کاهش جمعیت چنین فاجعه ای ناگزیر این تأثیر را دارد که جمعیت را مجبور به «اصلاح» به سطح پایین‌تر و پایدارتر می‌کند مالتوسیسم با انواع جنبش‌های سیاسی و اجتماعی مرتبط است، اما تقریباً همیشه به طرفداران کنترل جمعیت اشاره دارد.
پس از انقلاب صنعتی توانایی بشر در تولید مواد غذایی چند برابر شد و به علت این فراوانی مواد غذایی در کنار عوامل دیگر مثل بهبود وضع بهداشت جمعیت بشر در عرض ۲۰۰ سال ۸ برابر شد. افزایش انفجاری جمعیت باعث شد تا هزینه‌های زندگی از قبیل قیمت زمین و خانه و خدمات بهداشتی و در سراسر جهان افزایش یابد و همین سبب شد تا انگیزه خانواده‌ها برای فرزندآوری کاهش یابد، به طوری که پیش‌بینی می‌شود در سال ۲۱۰۰ نرخ رشد جمعیت جهان صفر خواهد شد.